# Nowa Sikorska Huta
Nowa Sikorska Huta [pronunciación en polaco: /ˈnɔva ɕiˈkɔrska ˈxuta/] (en casubio: Nowô Sëkòrskô Hëta) es un pueblo ubicado en el distrito administrativo de Gmina Stężyca, dentro del Condado de Kartuzy, Voivodato de Pomerania, en Polonia del norte. Se encuentra aproximadamente a 8 kilómetros al este de Stężyca, a 18 kilómetros al suroeste de Kartuzy, y a 42 kilómetros al suroeste de la capital regional Gdańsk.
Para detalles de la historia de la región, véase Historia de Pomerania.
El pueblo tiene una población de 77 habitantes.